# Alexander Tornquist
Alexander Johannes Heinrich Tornquist, född 18 juni 1868 i Hamburg, död 1 november 1944 i Graz (vid ett bombangrepp), var en tysk geolog. Han var svärfar till scenografen Caspar Neher.
Tornquist blev student 1888 och studerade därefter vid universiteten i Freiburg, München och Göttingen. Vid sistnämnda universitetet blev han filosofie doktor 1892 och året därpå docent i geologi och paleontologi. Han tjänstgjorde därefter i Strassburg som assistent, från 1898 som privatdocent och från 1900 som extra ordinarie professor i nämnda ämnen där samt var 1907–1909 professor i Königsberg. Åren 1914–1933 var han professor i mineralogi och geologi vid Technische Hochschule i Graz, där han 1924–1926 även tjänstgjorde som rektor. År 1922 utnämndes han till Hofrat. Han är främst känd för sina studier över Tornquistzonen och publicerade även flera avhandlingar om Medelhavsländernas geologi.